# ۲۳ ژوئیه
۲۳ ژوئیه در تقویم گرگوری، دویست و چهارمین (در سال‌های کبیسه دویست و پنجمین) روز سال است. ۱۶۱ روز تا پایان سال باقی است.

## زادروزها
- ۱۹۵۴ - آنی اسپرینکل، بازیگر پورنوگرافی اهل ایالات متحده آمریکا
- ۱۹۸۹_دنیل رادکلیف ، بازیگر مشهور بریتانیایی (در فیلم هری پاتر ایفای نقش کرده است)

## مرگ‌ها
- ۱۹۸۹ - دونالد بارتلمی (به انگلیسی: Donald Barthelme) ‏ (۱۹۳۱ - ۱۹۸۹) نویسندهٔ و روزنامه‌نگار آمریکایی.

## رویدادها
- آغاز سلطنت قابوس بن سعید بر کشور پادشاهی عمان.
- ۱۹۹۵-کشف دنباله‌دار هیل-باپ.